# لیو یومی
لیو یومی (انگلیسی: Liu Yumei؛ زادهٔ ۱۷ ژوئیهٔ ۱۹۶۱) بازیکن هندبال اهل چین بود.